# Hexatoma (Eriocera) evanescens
Hexatoma (Eriocera) evanescens is een tweevleugelige uit de familie steltmuggen (Limoniidae). De soort komt voor in het Afrotropisch gebied.